# Tomáš Bulík
Tomáš Bulík (* 27. srpna 1985 Prešov) je slovenský lední hokejista hrající na postu středního útočníka či pravého křídla a reprezentant, který od listopadu 2016 nastupuje za slovenský klub HK Dukla Trenčín. Mimo Slovensko působil na klubové úrovni v Rusku a Česku.

## Hráčská kariéra
Svoji hokejovou kariéru začal v týmu HK VTJ Farmakol Prešov, odkud v průběhu mládeže přestoupil do staršího dorostu mužstva HC Košice. V ročníku 2002/03 hrál za košickou juniorku a nastupoval také za klub HK Trebišov, v jehož dresu debutoval v mužské kategorii v první lize. Od roku 2003 pravidelně hrál za A-tým Košic, ale v průběhu sezony 2005/06 zamířil nejprve do mužstva MHC Martin a poté se vrátil do Prešova. Následně přestoupil do celku MsHK Žilina, kde působil rok. Před ročníkem 2007/08 uzavřel kontrakt s klubem HK 32 Liptovský Mikuláš, ale sezonu dokončil v týmu HC ’05 Banská Bystrica, kterému pomohl k postupu do nejvyšší soutěže a nastupoval za něj i v následujících dvou ročnících. V roce 2010 odešel do Ruska, kde se stal novou posilou Jugry Chanty-Mansijsk z KHL. Následně se vrátil do vlasti a podepsal kontrakt se Slovan Bratislava, se kterým v sezoně 2011/12 získal ligový titul. V následujícím ročníku hrál za Duklu Trenčín, Žilinu, Košice, kterým částečně pomohl k ligovému stříbru, a mužstvo Bílí Tygři Liberec z Česka. V září 2015 se podruhé vrátil do Žiliny, když neuspěl na testech ve Slovanu Bratislava. Následoval návrat do Česka a upsal se Energii Karlovy Vary, kde 12. ledna 2016 předčasně skončil. Po čtyřech dnech si našel nové angažmá, když uzavřel kontrakt do konce sezony 2015/16 s Mountfieldem HK z Hradce Králové. V dubnu 2016 podepsal s Hradcem novou smlouvu. V říjnu 2016 porušil podmínky kontraktu, když se odmítl rozehrát ve druhé nejvyšší soutěži na farmě ve Stadionu Litoměřice, a hledal si nové angažmá. Později však přehodnotil svůj názor a vedení jej vzalo zpět do kádru, Bulík tak hrál za Stadion a připsal si i několik startů za Hradec Králové. V listopadu 2016 v královéhradeckém klubu definitivně skončil a zamířil zpět na Slovensko do Trenčína, kde uzavřel kontrakt do konce ročníku. V sezoně 2016/17 bojoval s Duklou v baráži o záchranu v extralize, která se zdařila. Hradec Králové ve stejném ročníku získal bronzové medaile a Bulík se na tomto historickému úspěchu týmu částečně podílel. 22. června 2017 podepsal s Duklou Trenčín novou smlouvu na dobu jednoho roku.

## Klubové statistiky
| Sezona    | Klub                     | Soutěž              | Základní část | Základní část | Základní část | Základní část | Základní část | Play off | Play off | Play off | Play off | Play off |
| Sezona    | Klub                     | Soutěž              | Z             | G             | A             | B             | TM            | Z        | G        | A        | B        | TM       |
| --------- | ------------------------ | ------------------- | ------------- | ------------- | ------------- | ------------- | ------------- | -------- | -------- | -------- | -------- | -------- |
| 2002/2003 | HK Trebišov              | 0 1. slovenská liga | 02            | 01            | 0             | 01            | 0             | —        | —        | —        | —        | —        |
| 2003/2004 | HC Košice                | Slovenská extraliga | 45            | 07            | 03            | 10            | 02            | 08       | 0        | 0        | 0        | 12       |
| 2004/2005 | HC Košice                | Slovenská extraliga | 48            | 01            | 11            | 12            | 18            | 05       | 0        | 0        | 0        | 0        |
| 2005/2006 | HC Košice                | Slovenská extraliga | 11            | 0             | 01            | 01            | 06            | —        | —        | —        | —        | —        |
|           | MHC Martin               | Slovenská extraliga | 24            | 03            | 05            | 08            | 18            | —        | —        | —        | —        | —        |
|           | HK Lietajúce kone Prešov | 0 1. slovenská liga | 05            | 02            | 06            | 08            | 04            | 05       | 01       | 0        | 01       | 0        |
| 2006/2007 | MsHK Žilina              | Slovenská extraliga | 38            | 04            | 05            | 09            | 16            | —        | —        | —        | —        | —        |
| 2007/2008 | HK 32 Liptovský Mikuláš  | Slovenská extraliga | 47            | 05            | 13            | 18            | 32            | —        | —        | —        | —        | —        |
|           | HC ’05 Banská Bystrica   | 0 1. slovenská liga | 06            | 02            | 05            | 07            | 0             | 14       | 05       | 07       | 12       | 06       |
| 2008/2009 | HC ’05 Banská Bystrica   | Slovenská extraliga | 54            | 20            | 18            | 38            | 62            | 05       | 0        | 02       | 02       | 06       |
| 2009/2010 | HC ’05 Banská Bystrica   | Slovenská extraliga | 44            | 23            | 31            | 54            | 34            | 06       | 01       | 03       | 04       | 06       |
| 2010/2011 | HC Jugra Chanty-Mansijsk | 000000 KHL          | 07            | 0             | 0             | 0             | 0             | —        | —        | —        | —        | —        |
|           | HC Slovan Bratislava     | Slovenská extraliga | 30            | 05            | 07            | 12            | 04            | 05       | 0        | 01       | 01       | 04       |
| 2011/2012 | HC Slovan Bratislava     | Slovenská extraliga | 55            | 20            | 26            | 46            | 44            | 16       | 06       | 04       | 10       | 20       |
| 2012/2013 | Dukla Trenčín            | Slovenská extraliga | 02            | 0             | 01            | 01            | 0             | —        | —        | —        | —        | —        |
|           | MsHK DOXXbet Žilina      | Slovenská extraliga | 03            | 0             | 0             | 0             | 04            | —        | —        | —        | —        | —        |
|           | HC Košice                | Slovenská extraliga | 20            | 06            | 08            | 14            | 10            | —        | —        | —        | —        | —        |
|           | Bílí Tygři Liberec       | 0 Česká extraliga   | 11            | 06            | 03            | 09            | 06            | —        | —        | —        | —        | —        |
| 2013/2014 | Bílí Tygři Liberec       | 0 Česká extraliga   | 44            | 11            | 13            | 24            | 40            | 03       | 0        | 01       | 01       | 02       |
| 2014/2015 | Bílí Tygři Liberec       | 0 Česká extraliga   | 45            | 03            | 07            | 10            | 32            | —        | —        | —        | —        | —        |
| 2015/2016 | MsHK DOXXbet Žilina      | Slovenská extraliga | 08            | 03            | 04            | 07            | 04            | —        | —        | —        | —        | —        |
|           | HC Energie Karlovy Vary  | 0 Česká extraliga   | 27            | 01            | 04            | 05            | 18            | —        | —        | —        | —        | —        |
|           | Mountfield HK            | 0 Česká extraliga   | 08            | 0             | 0             | 0             | 02            | —        | —        | —        | —        | —        |
| 2016/2017 | Mountfield HK            | 0 Česká extraliga   | 14            | 01            | 01            | 02            | 04            | —        | —        | —        | —        | —        |
|           | HC Stadion Litoměřice    | 00 1. česká liga    | 03            | 03            | 02            | 05            | 0             | —        | —        | —        | —        | —        |
|           | HK Dukla Trenčín         | Slovenská extraliga | 21            | 06            | 03            | 09            | 18            | —        | —        | —        | —        | —        |
| 2017/2018 | HK Dukla Trenčín         | Slovenská extraliga |               |               |               |               |               |          |          |          |          |          |

## Reprezentace

### Mládežnické výběry
| Turnaj               | Místo konání                                            | Z  | G | A | B | TM | Umístění         |
| -------------------- | ------------------------------------------------------- | -- | - | - | - | -- | ---------------- |
| MS-18 2003           | Rusko (Jaroslavl)                                       | 7  | 2 | 2 | 4 | 0  | Stříbrná medaile |
| MSJ 2004             | Finsko (Helsinky, Hämeenlinna)                          | 6  | 0 | 3 | 3 | 2  | 6. místo         |
| MSJ 2005             | Spojené státy americké (Grand Forks, Thief River Falls) | 6  | 2 | 3 | 5 | 20 | 7. místo         |
| Celkem na MS-18 (1x) |                                                         | 7  | 2 | 2 | 4 | 0  |                  |
| Celkem na MSJ (2x)   |                                                         | 12 | 2 | 6 | 8 | 22 |                  |

### Seniorská reprezentace
| Turnaj             | Místo konání                        | Z | G | A | B | TM | Umístění  | Soupisky         |
| ------------------ | ----------------------------------- | - | - | - | - | -- | --------- | ---------------- |
| MS 2010            | Německo (Kolín nad Rýnem, Mannheim) | 6 | 0 | 0 | 0 | 4  | 12. místo | Soupiska MS 2010 |
| Celkem na MS (1x)  |                                     | 6 | 0 | 0 | 0 | 4  |           |                  |
| Celkem na ZOH (0x) |                                     | 0 | 0 | 0 | 0 | 0  |           |                  |